# Linchamiento de Jesse Washington
Jesse Washington fue un joven peón agrícola estadounidense de raza negra, analfabeto y posiblemente con discapacidad intelectual, que fue linchado en la localidad estadounidense de Waco, en la zona central de Texas, el 15 de mayo de 1916, en lo que se convirtió en uno de los ejemplos más atroces de este tipo de agresiones en Estados Unidos. Washington había violado y asesinado a la esposa de su patrón blanco en un área rural de Robinson, en las afueras de Waco. No hubo testigos de los delitos, pero en una segunda interrogación admitió su culpabilidad y señaló donde efectivamente estaba el arma homicida. Fue arrestado e interrogado de inmediato por el sheriff del condado de McLennan.
Acusado de asesinato tras una deliberación de cuatro minutos por parte de un jurado enteramente conformado por personas de raza caucásica, Washington fue sometido a juicio en Waco en un tribunal atestado de furiosos lugareños. Durante el juicio, Washington se declaró culpable y fue rápidamente condenado a muerte. Después de ser sentenciado, la multitud le arrastró fuera del tribunal y Washington fue linchado frente al ayuntamiento. Más de 10 000 espectadores, incluyendo funcionarios municipales y policías, se reunieron para observar la agresión. Había un ambiente festivo durante los hechos y muchos niños los presenciaron, al ser su hora del almuerzo. Miembros de la turba castraron a Washington, le cortaron los dedos y lo colgaron vivo sobre una hoguera. Durante unas dos horas, su cuerpo fue subido y bajado varias veces sobre el fuego. Luego de haberse extinguido el fuego, su torso calcinado fue arrastrado por toda la ciudad y algunas partes de su cuerpo se vendieron como suvenires. Un fotógrafo profesional tomó fotos mientras se desarrollaba el suceso, lo cual proporcionó imágenes inusuales de un linchamiento en curso. Las imágenes se imprimieron y vendieron como postales en Waco.
Si bien muchos residentes de Waco apoyaron el linchamiento, periódicos de todo Estados Unidos condenaron los hechos. La Asociación Nacional para el Progreso de las Personas de Color (NAACP, por sus siglas en inglés) contrató a la sufragista Elisabeth Freeman para investigar. Freeman llevó a cabo una investigación detallada en Waco, a pesar de la reticencia de muchos de los residentes a hablar sobre el suceso. Tras recibir su informe, W. E. B. Du Bois, cofundador de la NAACP, publicó un informe detallado con fotografías del cuerpo carbonizado de Washington en la revista The Crisis, el órgano oficial de la NAACP, del que Du Bois era director, con el título «El horror de Waco». El asesinato de Washington se convirtió en uno de los elementos de la campaña de la NAACP contra los linchamientos. A pesar de que Waco era considerada una ciudad moderna y progresista, el linchamiento demostró que toleraba la violencia racial. Tras los hechos, la ciudad se ganó una reputación de racista, pero los líderes de la ciudad impidieron nuevos brotes de violencia en varias ocasiones durante las décadas siguientes.
Diversos historiadores han considerado que la muerte de Washington ayudó a alterar la manera en que se veía el linchamiento. La publicidad que recibió el asesinato de Waco frenó el apoyo público a esta práctica, que fue considerada como un acto de barbarie y no una forma aceptable de justicia. Durante las décadas de 1990 y 2000, algunos residentes de Waco abogaron por la erección de un monumento al linchamiento, sin conseguirlo debido al insuficiente apoyo por parte de sus conciudadanos.

## Antecedentes

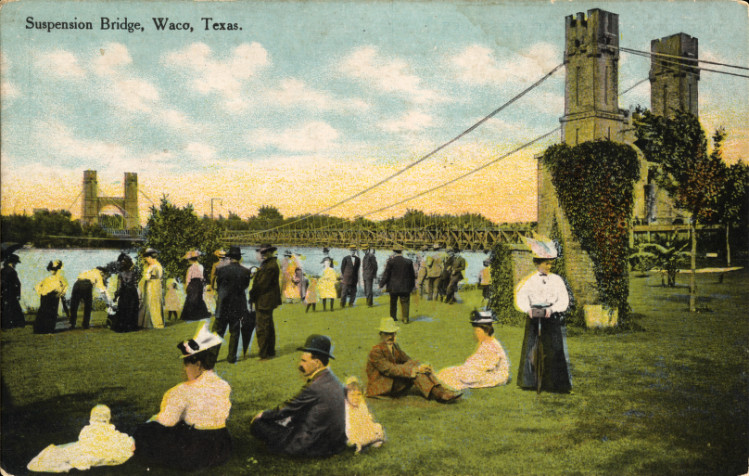
Una vista de un grupo de residentes de Waco en 1911. La composición, un parque situado bajo el puente suspendido que cruza el río Brazos, refleja el deseo de la ciudad de presentarse como una ubicación idílica.

Durante las décadas finales del siglo XIX y primeras del XX, se produjo una cantidad significativa de linchamientos en el Sur de Estados Unidos, fundamentalmente contra ciudadanos de raza negra, en los estados de Georgia, Misisipi y Texas. Entre 1890 y 1920, aproximadamente 3000 afroamericanos fueron asesinados, linchados por muchedumbres, generalmente después de que algún ciudadano de raza blanca hubiese sido víctima de un delito atribuido a ciudadanos negros. Aquellos que apoyaban los linchamientos lo hacían justificando dicha práctica como un medio de imponer la superioridad de los blancos sobre los afroamericanos, a los que atribuían una naturaleza delictiva. Los linchamientos también proporcionaban un sentimiento de solidaridad blanca en un medio en el que se estaban produciendo notables cambios no solo demográficos, sino también en las estructuras de poder. Aunque los linchamientos eran tolerados por gran parte de la sociedad del Sur, esta práctica contaba también con detractores, incluyendo algunos líderes religiosos y la recién creada Asociación Nacional para el Progreso de las Personas de Color (NAACP).
En 1916, Waco era una ciudad próspera que contaba con un poco más de 30 000 habitantes. Después de que durante el siglo XIX se la hubiese asociado con la criminalidad, los líderes de la ciudad buscaban cambiar la reputación de Waco, para lo que enviaron delegaciones por todo Estados Unidos presentando a la ciudad como un lugar idílico. Durante la década de 1910, la economía de Waco se había fortalecido y la ciudad se había ganado una reputación de piadosa. Entre sus sobrenombres, destacaban los de la «Atenas de Texas», por sus instituciones educativas (la Baylor University de Waco había sido la primera institución de educación superior establecida en Texas y era la mayor institución educativa baptista del mundo) y los de «Ciudad con Alma» por su gran cantidad de iglesias. A mediados de la década, la población negra constituía aproximadamente una quinta parte de la población de Waco. En su estudio de 2006 sobre el linchamiento, la periodista Patricia Bernstein describió a Waco como una localidad que había adquirido un "ligero barniz" de paz y decencia. Sin embargo, las tensiones raciales no estaban ausentes en la ciudad: los periódicos locales a menudo resaltaban los delitos cometidos por afroamericanos y una década antes, en 1905, Sank Majors, un hombre negro, había sido linchado y colgado en un puente próximo al centro de Waco. Por otra parte, un pequeño número de activistas contra los linchamientos vivían en la zona, incluyendo al rector de la Baylor University. Sin embargo, durante 1916, una serie de factores contribuyeron al rebrote de actitudes racistas en la zona, entre ellos la exhibición de la película de Griffith El nacimiento de una nación, la cual promovía la supremacía blanca, o la venta de fotografías de un hombre negro recientemente linchado en Temple, una localidad situada a unos 50 km de Waco.

## Arresto y asesinato
Lucy y George Fryer eran un matrimonio de inmigrantes de origen inglés que llevaban viviendo entre seis y ocho años en Robinson, una localidad rural situada a unos diez km al sur de Waco. Tenían dos hijos y poseían una pequeña granja, que cultivaban ellos mismos. Los Fryer eran una familia respetada dentro de la comunidad rural de Robinson. Para el cultivo de la granja contaban con la ayuda de un joven afroamericano de 17 años, Jesse Washington, que llevaba trabajando para los Fryer cinco meses.
El 8 de mayo de 1916, Lucy Fryer, que tenía 53 años, fue asesinada mientras se encontraba sola en casa. Las noticias de su muerte llegaron rápidamente a oídos de Samuel Fleming, sheriff del condado de McLennan (del que Waco era su capital), el cual comenzó inmediatamente la investigación al frente de un equipo de agentes de policía, un grupo de habitantes de Robinson y un médico. Este determinó que Lucy Fryer había muerto a causa de un fuerte traumatismo en la cabeza. Los habitantes del lugar sospecharon que Washington podía ser el responsable de la muerte, ya que uno de ellos afirmó que había visto al joven negro cerca de la casa de los Fryer unos minutos antes de que el cuerpo de la señora Fryer hubiese sido descubierto. Esa noche, ayudantes del sheriff acudieron a la residencia de Washington, encontrándole ante la casa vistiendo un mono manchado de sangre. Washington atribuyó las manchas a una hemorragia nasal. Los ayudantes del sheriff llevaron a Jesse, a su hermano William y a sus padres a Waco para ser interrogados. Aunque los padres de Jesse y su hermano William fueron puestos en libertad tras un breve periodo de tiempo, Jesse quedó retenido para ser interrogado en mayor profundidad. Sus interrogadores informaron de que Washington negó su implicación en el asesinato pero que proporcionó detalles contradictorios acerca de sus actos. Tras su arresto, se rumoreó que había estado implicado en un altercado con un hombre blanco unos días antes del asesinato de Lucy Fryer.
El 9 de mayo, Fleming llevó a Washington al condado vecino de Hill, para prevenir acciones violentas por parte de grupos que pretendieran tomarse la justicia por su mano. El sheriff del condado de Hill, Fred Long, interrogó junto con Fleming a Washington. Este admitió haber matado a Lucy Fryer tras una discusión sobre las mulas de los Fryer. También describió el arma del delito y donde se encontraba. Tras la confesión, Long llevó a Washington a Dallas, en tanto que Fleming volvía a Robinson, desde donde informó de que había encontrado un martillo cubierto de sangre en el lugar que Washington había indicado. En Dallas, Washington dictó y firmó una confesión en la que describía la violación y asesinato de Lucy Fryer. Al día siguiente, los periódicos de Waco publicaban dicha confesión, pero incluyendo grandes dosis de sensacionalismo. Así, describían los intentos de la señora Fryer para resistir el asalto de Washington, incluso si el médico que había examinado el cuerpo concluyó que había resultado muerta sin poder hacer ningún intento de defensa. Esa noche se congregó en Waco una turba con el propósito de linchar a Washington. Registraron la cárcel local pero se dispersaron al no encontrar al acusado. Sin embargo, un periódico local alabó los esfuerzos del grupo de justicieros. Esa noche, mientras tanto, en una ceremonia privada se celebraron el funeral y el entierro de Lucy Fryer.
El 11 de mayo, un gran jurado constituido en condado de McLennan determinó rápidamente que Washington debía ser imputado. El juicio se fijó para el 15 de mayo. Uno de los periódicos locales, el Times-Herald publicó al día siguiente un artículo en el que pedía a los residentes que dejaran que fuese el sistema judicial el que determinara el destino de Washington. Fleming se desplazó el día 13 a Robinson para pedir a sus habitantes que permanecieran en calma. Aparentemente, su petición fue bien recibida. A Washington se le asignaron varios abogados sin experiencia, los cuales no prepararon ninguna estrategia de defensa, observando que Washington parecía tranquilo durante las jornadas previas al juicio.

## Juicio y linchamiento

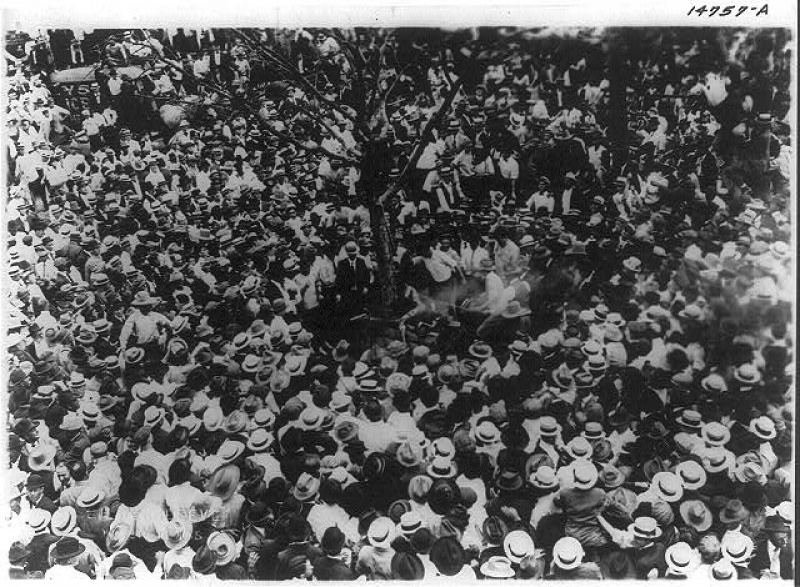
La multitud a punto de linchar a Washington.

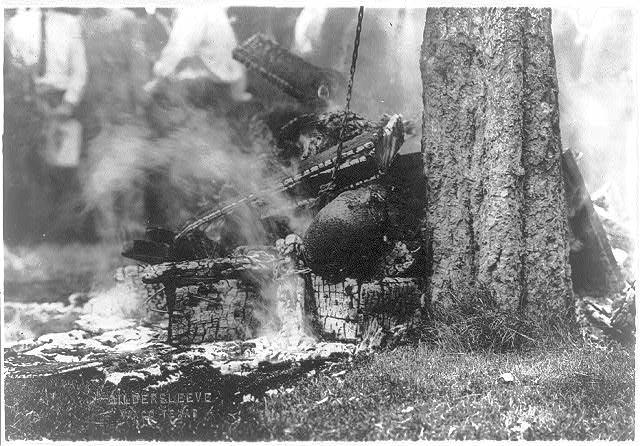
El cadáver calcinado de Washington, entre las cenizas.

El juicio tuvo lugar la mañana del 15 de mayo. Aunque las señales de que podía producirse un linchamiento habían sido evidentes desde que se publicó la confesión de Washington, el departamento de policía de Waco no hizo ningún preparativo para impedirlo. El 15 de mayo por la mañana, el juzgado de Waco se llenó completamente, en espera de la celebración del juicio. La multitud presente era de tal magnitud que algunos miembros del jurado tuvieron dificultad para acceder a la sala donde se iba a celebrar el juicio. Los curiosos también atestaron las aceras adyacentes al juzgado. Los asistentes eran en su inmensa mayoría blancos, aunque algunos miembros de la comunidad afroamericana de Waco se encontraban también presentes. Cuando Washington era conducido a la sala del tribunal, un miembro del público le apuntó con una pistola, pero fue rápidamente dominado. A medida que el juicio se desarrollaba, el juez intentó mantener el orden, pidiendo reiteradamente al público de la sala que permaneciera en silencio. La selección del jurado se hizo con rapidez: los defensores de Washington no plantearon objeciones a ninguno de los candidatos de la acusación. Bernstein consigna que el juicio tuvo la atmósfera de una farsa. El juez le preguntó a Washington cómo se declaraba, explicándole las posibles sentencias. Washington musitó una respuesta, posiblemente "Sí", que fue interpretada por el tribunal como una declaración de culpabilidad. La acusación describió los cargos, y el tribunal procedió a escuchar los testimonios de los agentes de la ley, así como los del médico que había examinado el cuerpo de Lucy Fryer, que habló del modo en el que aquella murió, sin mencionar la posible violación. La acusación descansó y el abogado de Washington le preguntó si había cometido el crimen. Este respondió diciendo "Esto es lo que hecho [sic]" pidiendo perdón en voz baja. El acusador principal se dirigió a la sala y declaró que el juicio se había celebrado de forma justa, ante lo cual la multitud respondió con una ovación. El jurado se retiró a deliberar.
Tras cuatro minutos de deliberación, el portavoz del jurado dio un veredicto de culpabilidad, sentenciando a muerte a Washington. El juicio había durado apenas una hora. Funcionarios del tribunal se aproximaron a Washington para sacarle escoltado del tribunal, pero una oleada de gente los apartó, se hizo con Washington y lo sacó a rastras del edificio. Aunque Washington trató de resistirse, mordiendo a uno de sus captores, fue reducido inmediatamente a golpes. Una muchedumbre cada vez mayor le amarró una cadena al cuello y lo arrastró hacia la plaza del ayuntamiento. En su camino hacia el centro de Waco, Washington fue desnudado, acuchillado y golpeado repetidamente con objetos contundentes. Cuando la turba llegó ante el ayuntamiento, un grupo había juntado madera para hacer una hoguera junto a un árbol enfrente del edificio. Washington, semiinconsciente y cubierto de sangre, fue rociado con aceite bituminoso y colgado del árbol con la cadena. A continuación, se le bajó al suelo. Integrantes de la multitud le cortaron dedos de manos y pies y le castraron. A continuación, se encendió la hoguera y Washington fue subido y bajado varias veces sobre las llamas, siendo quemado vivo. El estudioso alemán Manfred Berg sostiene que los verdugos no quisieron matarle rápidamente para incrementar su sufrimiento. Washington intentó zafarse subiendo por la cadena, pero no fue capaz de hacerlo, al haberle cortado los dedos. El fuego ardió durante dos horas, permitiendo a los mirones recolectar souvenirs en el lugar del linchamiento (como huesos de Washington o eslabones de la cadena). Uno de los participantes se quedó con parte de los genitales de Washington, en tanto que un grupo de chicos arrancó los dientes de la cabeza de Washington para venderlos como recuerdo. Cuando el fuego se apagó, partes de los brazos y piernas de Washington se habían desprendido a causa del fuego y su cabeza y torso estaban totalmente carbonizadas. A continuación, se bajó el cuerpo del árbol y un jinete lo arrastró por toda la ciudad (fue entonces cuando se desprendió el cráneo y le pudieron quitar los dientes). Finalmente, los restos se metieron en un saco, que un coche arrastró hasta a Robinson. Allí, el saco fue colgado en un poste enfrente de la herrería, para que todo el mundo lo viera. Finalmente, esa noche un funcionario de policía descolgó los restos de Washington y se encargó de que fuesen enterrados.
El linchamiento atrajo a una enorme multitud. También lo presenciaron el alcalde y el jefe de policía, a pesar de que los linchamientos eran ilegales en Texas. El sheriff Fleming instruyó a sus ayudantes para que no impidieran el linchamiento. Nadie fue arrestado por los hechos.